# 関三刹
関三刹（かんさんさつ）は、江戸時代に関東における曹洞宗の宗政を司った3箇所の寺院。

## 概要
江戸時代、徳川幕府の宗教政策の一環として主に地方の農村や武士階級に影響力を持つ曹洞宗に対し、1612年（慶長17年）、上記の3箇寺に関東僧録司として宗派統制の権限を与え、住職も幕府の任命制にして、統制を図った。また、永平寺の住職を上記の寺院の住職経験者から選出させる事とした。
また、関三刹の末寺に当たる江戸三箇寺と合わせて、「関府六箇寺」と呼ばれた。その他、静岡県袋井市にある万松山可睡斎も、徳川家康との密接な関係により、「東海大僧録」として三河国・遠江国・駿河国・伊豆国の曹洞宗寺院を支配下に収め、関三刹と同等の権威を持つに至った。
その結果、上記の3箇寺は全国を三分して管掌し、また月番交代で宗務を執行するようになり、全国各地に録所を置いて地域の宗政を掌握し、曹洞宗内において絶大な権力を持つようになったが、明治維新を過ぎると、その職務内容は宗務庁に引き継がれた。

## 関三刹
- 大中寺 - 下野国（栃木県栃木市大平町西山田）
- 總寧寺 - 下総国（千葉県市川市国府台）
- 龍穏寺 - 武蔵国（埼玉県入間郡越生町）